# 長戸井町
長戸井町（ながといちょう）は、愛知県名古屋市中村区の地名。現行行政地名は長戸井町1丁目から長戸井町4丁目。住居表示未実施。

## 地理
名古屋市中村区南端部に位置する。西は黄金通、南は中川区に接する。

## 歴史

### 地名の由来
米野町の字長戸井による。

### 沿革
- 1941年（昭和16年）1月1日 - 以下の通り、中村区米野町および北一色町の各一部により、同区長戸井町として成立[1]。
  - 長戸井町1丁目が、米野町字前田・字金山・字西田面・字長戸井の各一部により成立[1]。
  - 長戸井町2丁目が、米野町字西田面・字長戸井・字深ノ川および北一色町字海本の各一部により成立[1]。
  - 長戸井町3丁目が、北一色町字海本・字深井・字江田および米野町字深ノ川・字長戸井の各一部により成立[1]。
  - 長戸井町4丁目が、北一色町字深井・字江田・字海本・字京田の各一部により成立[1]。

## 世帯数と人口
2019年（平成31年）2月1日現在の世帯数と人口は以下の通りである。
| 町丁     | 世帯数  | 人口  |
| -------- | ------- | ----- |
| 長戸井町 | 391世帯 | 738人 |

### 人口の変遷
国勢調査による人口の推移
| 1950年（昭和25年） | 1,166人 | [ 9 ]  |  |
| 1955年（昭和30年） | 1,412人 | [ 9 ]  |  |
| 1960年（昭和35年） | 1,572人 | [ 10 ] |  |
| 1965年（昭和40年） | 1,620人 | [ 10 ] |  |
| 1970年（昭和45年） | 1,442人 | [ 11 ] |  |
| 1975年（昭和50年） | 1,156人 | [ 11 ] |  |
| 1980年（昭和55年） | 948人   | [ 12 ] |  |
| 1985年（昭和60年） | 848人   | [ 12 ] |  |
| 1990年（平成2年）  | 869人   | [ 13 ] |  |
| 1995年（平成7年）  | 818人   | [ 14 ] |  |
| 2000年（平成12年） | 806人   | [ 15 ] |  |
| 2005年（平成17年） | 750人   | [ 16 ] |  |
| 2010年（平成22年） | 701人   | [ 17 ] |  |
| 2015年（平成27年） | 677人   | [ 18 ] |  |

## 学区
市立小・中学校に通う場合、学校等は以下の通りとなる。また、公立高等学校に通う場合の学区は以下の通りとなる。
| 番・番地等 | 小学校               | 中学校               | 高等学校 |
| ---------- | -------------------- | -------------------- | -------- |
| 全域       | 名古屋市立米野小学校 | 名古屋市立黄金中学校 | 尾張学区 |

## 施設
- JR東海名古屋第1機関区（名古屋車両区）[7]
- 金山神社[7]
- 豊丸産業
- ダイアパレス長戸井町
- 自動車整備・村瀬自動車
- セキネサイクル
- ミシン製造販売・エンプレスミシン
- 笹島信号場

## その他

### 日本郵便
- 郵便番号 : 453-0803[4]（集配局：中村郵便局[21]）。